# Митчелл, Джон Томас Уайтхед
Джон Томас Уайтхед Митчелл (англ. John Thomas Whitehead Mitchell; 18 октября 1828, Рочдейл, Ланкашир — 16 марта 1895, там же) — британский политик, деятель английского кооперативного движения. 

## Биография
С 10 лет работал ткачом, укладчиком на хлопчатобумажной фабрике по 13 часов в день. Присоединился к движению за трезвость (при поддержке своей матери, управлявшей пивным домом). 
В 1848 году получил работу сортировщика на складе шерсти, и в конечном итоге дослужился до управляющего складом, пока в 1867 году не уволился, чтобы стать торговцем фланелью.  
В 1853 году вступил в кооперативное общество «Рочдельские пионеры», в 1857 году стал одним из его руководителей. Был основателем Общества кооперативного производства Рочдейла в 1854 году, а позже стал его председателем. В 1869 году он посетил первый Кооперативный конгресс, и это вдохновило его на организацию районных собраний Кооперативного союза. С 1874 года — директор Оптового кооперативного общества. 
Был председателем Кооперативного конгресса в 1879 и 1892 годах. 
Член Либеральной партии Великобритании. В 1893 и 1894 годах Митчелл безуспешно баллотировался в качестве кандидата от либералов в городской совет Рочдейла. В том же 1893 году был награжден Орденом Золотого Креста за содействие торговле с Грецией.  
Не оставил научных трудов по проблемам кооперативного движения. Свою жизнь посвятил практической работе по руководству английской кооперацией, ошибочно считая её при капитализме наилучшим путём к уничтожению бедности и росту благосостояния трудящихся.